# پائولو باچیگالوپی
پائولو باچیگالوپی (انگلیسی: Paolo Bacigalupi؛ زادهٔ ۶ اوت ۱۹۷۲) یک پدیدآور، نویسنده، و رمان‌نویس اهل ایالات متحده آمریکا است.
داستان‌های او در گونه علمی–تخیلی و خیال‌پردازی طبقه‌بندی می‌شوند.وی برنده جوایزی همچون جایزه نبولا و جایزه هوگو و نامزد جایزه کتاب ملی شده است.

## آثار
- دختر ویندآپ (۲۰۱۰) - برنده جایزه نبیولا و جایزه هوگو